# ماتياس بيكر
ماتياس بيكر (بالألمانية: Matthias Becker)‏ (19 أبريل 1974 بفرانكفورت في ألمانيا - ) هو لاعب كرة قدم ألماني في مركز الهجوم. لعب مع آينتراخت فرانكفورت وكيكرز أوفنباخ ونادي شتوتغارت وهانوفر 96.

## وصلات خارجية
- ماتياس بيكر على موقع قاعدة بيانات كرة القدم.إي يو (الإنجليزية)
- ماتياس بيكر على موقع بيانات كرة القدم. دي إي (الألمانية)